# Ichneumon ruficornis
Ichneumon ruficornis är en stekelart som beskrevs av Gmelin 1790. Ichneumon ruficornis ingår i släktet Ichneumon och familjen brokparasitsteklar. Inga underarter finns listade i Catalogue of Life.